# Mistrzostwa Świata w Piłce Nożnej 2018 (eliminacje strefy UEFA)
W eliminacjach do MŚ 2018 ze strefy UEFA wzięły udział narodowe reprezentacje z 54 krajów europejskich, które walczyły o 13 miejsc w 9 grupach. Eliminacje trwały od 4 września 2016 do 10 października 2017. Baraże odbyły się w dniach od 9 do 11 listopada 2017 (I mecze) oraz od 12 do 14 listopada 2017 (rewanże). Losowanie grup eliminacyjnych odbyło się 25 lipca 2015 r. w Petersburgu.

## Format eliminacji
Eliminacje toczyły się w 9 grupach, w których występowało po 6 zespołów. W eliminacjach brały udział 54 reprezentacje narodowe. Najlepsza drużyna z każdej z 9 grup automatycznie kwalifikowała się do Mistrzostw Świata, a 8 najlepszych drużyn z drugich miejsc wzięło udział w barażach o pozostałe 4 miejsca.

## Terminarz
| Runda        | Nr kolejki | Termin                      |
| ------------ | ---------- | --------------------------- |
| Faza grupowa | 1.         | 4–6 września 2016           |
| Faza grupowa | 2.         | 6–8 października 2016       |
| Faza grupowa | 3.         | 9–11 października 2016      |
| Faza grupowa | 4.         | 11–13 listopada 2016        |
| Faza grupowa | 5.         | 24–26 marca 2017            |
| Faza grupowa | 6.         | 9–11 czerwca 2017           |
| Faza grupowa | 7.         | 31 sierpnia–2 września 2017 |
| Faza grupowa | 8.         | 3–5 września 2017           |
| Faza grupowa | 9.         | 5–7 października 2017       |
| Faza grupowa | 10.        | 8–10 października 2017      |

| Runda  | Faza baraży    | Termin               |
| ------ | -------------- | -------------------- |
| Baraże | Pierwsze mecze | 9–11 listopada 2017  |
| Baraże | Rewanże        | 12–14 listopada 2017 |

## Drużyny biorące udział w eliminacjach
| Drużyna              | Liczba występów w MŚ                                                                                            | Najlepszy wynik w MŚ                                          |
| -------------------- | --- | ------------------------------------------------------------- |
| Albania              | 0 | –                                                             |
| Andora               | 0 | –                                                             |
| Anglia               | 15 (1950, 1954, 1958, 1962, 1966, 1970, 1982, 1986, 1990, 1998, 2002, 2006, 2010, 2014)                         | Mistrzostwo (1966)                                            |
| Armenia              | 0 | –                                                             |
| Austria              | 7 (1934, 1954, 1958, 1978, 1982, 1990, 1998)                                                                    | III miejsce (1954)                                            |
| Azerbejdżan          | 0 | –                                                             |
| Belgia               | 13 (1930, 1934, 1954, 1970, 1982, 1986, 1990, 1994, 1998, 2002, 2014)                                           | IV miejsce (1986)                                             |
| Białoruś             | 0 | –                                                             |
| Bośnia i Hercegowina | 1 (2014) | Faza grupowa (2014)                                           |
| Bułgaria             | 7 (1962, 1966, 1970, 1974, 1986, 1994, 1998)                                                                    | IV miejsce (1994)                                             |
| Chorwacja            | 4 (1998, 2002, 2006, 2014)                                                                                      | III miejsce (1998)                                            |
| Cypr                 | 0 | –                                                             |
| Czarnogóra           | 0 | –                                                             |
| Czechy               | 9 (1934, 1938, 1954, 1958, 1962, 1970, 1982, 1990, 2006)                                                        | II miejsce (1934, 1962)                                       |
| Dania                | 4 (1986, 1998, 2002, 2010)                                                                                      | Ćwierćfinał (1998)                                            |
| Estonia              | 0 | –                                                             |
| Finlandia            | 0 | –                                                             |
| Francja              | 14 (1930, 1934, 1938, 1954, 1958, 1966, 1978, 1982, 1986, 1998, 2002, 2006, 2010, 2014)                         | Mistrzostwo (1998)                                            |
| Gibraltar            | 0 | –                                                             |
| Grecja               | 3 (1994, 2010, 2014)                                                                                            | 1/8 finału (2014)                                             |
| Gruzja               | 0 | –                                                             |
| Hiszpania            | 15 (1934, 1950, 1962, 1966, 1978, 1982, 1986, 1990, 1994, 1998, 2002, 2006, 2010, 2014)                         | Mistrzostwo (2010)                                            |
| Holandia             | 10 (1934, 1938, 1974, 1978, 1990, 1994, 1998, 2006, 2010, 2014)                                                 | II miejsce (1974, 1978, 2010)                                 |
| Irlandia             | 3 (1990, 1994, 2002)                                                                                            | Ćwierćfinał (1990)                                            |
| Irlandia Północna    | 3 (1958, 1982, 1986)                                                                                            | Ćwierćfinał (1958)                                            |
| Islandia             | 0 | –                                                             |
| Izrael               | 1 (1970) | Faza grupowa (1970)                                           |
| Kazachstan           | 0 | –                                                             |
| Kosowo               | 0 | –                                                             |
| Liechtenstein        | 0 | –                                                             |
| Litwa                | 0 | –                                                             |
| Luksemburg           | 0 | –                                                             |
| Łotwa                | 0 | –                                                             |
| Macedonia Północna   | 0 | –                                                             |
| Malta                | 0 | –                                                             |
| Mołdawia             | 0 | –                                                             |
| Niemcy               | 19 (1934, 1938, 1954, 1958, 1962, 1966, 1970, 1974, 1978, 1982, 1986, 1990, 1994, 1998, 2002, 2006, 2010, 2014) | Mistrzostwo (1954, 1974, 1990, 2014)                          |
| Norwegia             | 3 (1938, 1994, 1998)                                                                                            | 1/8 finału (1998)                                             |
| Polska               | 7 (1938, 1974, 1978, 1982, 1986, 2002, 2006)                                                                    | III miejsce (1974, 1982)                                      |
| Portugalia           | 6 (1966, 1986, 2002, 2006, 2010, 2014)                                                                          | III miejsce (1966)                                            |
| Rumunia              | 7 (1930, 1934, 1938, 1970, 1990, 1994, 1998)                                                                    | Ćwierćfinał (1994)                                            |
| San Marino           | 0 | –                                                             |
| Serbia               | 12 (1930, 1950, 1954, 1958, 1962, 1974, 1982, 1990, 1998, 2006, 2010)                                           | III/IV miejsce (1930)                                         |
| Szkocja              | 8 (1954, 1958, 1974, 1978, 1982, 1986, 1990, 1998)                                                              | Faza grupowa (1954, 1958, 1974, 1978, 1982, 1986, 1990, 1998) |
| Słowacja             | 1 (2010) | 1/8 finału (2010)                                             |
| Słowenia             | 2 (2002, 2010)                                                                                                  | Faza grupowa (2002, 2010)                                     |
| Szwajcaria           | 10 (1934, 1938, 1950, 1954, 1962, 1966, 1994, 2006, 2010, 2014)                                                 | Ćwierćfinał (1934, 1938, 1954)                                |
| Szwecja              | 11 (1934, 1938, 1950, 1958, 1970, 1974, 1978, 1990, 1994, 2002, 2006)                                           | II miejsce (1958)                                             |
| Turcja               | 2 (1954, 2002)                                                                                                  | III miejsce (2002)                                            |
| Ukraina              | 1 (2006) | Ćwierćfinał (2006)                                            |
| Walia                | 1 (1958) | Ćwierćfinał (1958)                                            |
| Węgry                | 9 (1934, 1938, 1954, 1958, 1962, 1966, 1978, 1982, 1986)                                                        | II miejsce (1938, 1954)                                       |
| Włochy               | 18 (1934, 1938, 1950, 1954, 1962, 1966, 1970, 1974, 1978, 1982, 1986, 1990, 1994, 1998, 2002, 2006, 2010, 2014) | Mistrzostwo (1934, 1938, 1982, 2006)                          |
| Wyspy Owcze          | 0 | –                                                             |

### Podział na koszyki
Podział na koszyki został dokonany na podstawie rankingu FIFA z dnia 9 lipca 2015 roku.
| Koszyk 1   | Koszyk 1 | Koszyk 1 |
| Zespół     | R.       | Msc.     |
| ---------- | -------- | -------- |
| Niemcy     | 1411     | 2        |
| Belgia     | 1244     | 3        |
| Holandia   | 1204     | 5        |
| Portugalia | 1177     | 7        |
| Rumunia    | 1166     | 8        |
| Anglia     | 1157     | 9        |
| Walia      | 1155     | 10       |
| Hiszpania  | 1110     | 12       |
| Chorwacja  | 1023     | 14       |

| Koszyk 2             | Koszyk 2 | Koszyk 2 |
| Zespół               | R.       | Msc.     |
| -------------------- | -------- | -------- |
| Słowacja             | 1016     | 15       |
| Austria              | 1016     | 15       |
| Włochy               | 1001     | 17       |
| Szwajcaria           | 997      | 18       |
| Czechy               | 933      | 20       |
| Francja              | 882      | 22       |
| Islandia             | 877      | 23       |
| Dania                | 876      | 24       |
| Bośnia i Hercegowina | 819      | 26       |

| Koszyk 3          | Koszyk 3 | Koszyk 3 |
| Zespół            | R.       | Msc.     |
| ----------------- | -------- | -------- |
| Ukraina           | 791      | 27       |
| Szkocja           | 774      | 29       |
| Polska            | 769      | 30       |
| Węgry             | 763      | 31       |
| Szwecja           | 752      | 33       |
| Albania           | 722      | 36       |
| Irlandia Północna | 721      | 37       |
| Serbia            | 662      | 43       |
| Grecja            | 661      | 44       |

| Koszyk 4    | Koszyk 4 | Koszyk 4 |
| Zespół      | R.       | Msc.     |
| ----------- | -------- | -------- |
| Turcja      | 627      | 48       |
| Słowenia    | 626      | 49       |
| Izrael      | 620      | 51       |
| Irlandia    | 608      | 52       |
| Norwegia    | 495      | 67       |
| Bułgaria    | 489      | 68       |
| Wyspy Owcze | 456      | 74       |
| Czarnogóra  | 423      | 81       |
| Estonia     | 420      | 82       |

| Koszyk 5           | Koszyk 5 | Koszyk 5 |
| Zespół             | R.       | Msc.     |
| ------------------ | -------- | -------- |
| Cypr               | 391      | 85       |
| Łotwa              | 377      | 87       |
| Armenia            | 373      | 89       |
| Finlandia          | 371      | 90       |
| Białoruś           | 341      | 100      |
| Macedonia Północna | 311      | 105      |
| Azerbejdżan        | 302      | 108      |
| Litwa              | 301      | 110      |
| Mołdawia           | 236      | 124      |

| Koszyk 6      | Koszyk 6 | Koszyk 6 |
| Zespół        | R.       | Msc.     |
| ------------- | -------- | -------- |
| Kazachstan    | 193      | 142      |
| Luksemburg    | 187      | 146      |
| Liechtenstein | 182      | 147      |
| Gruzja        | 165      | 153      |
| Malta         | 157      | 158      |
| San Marino    | 40       | 192      |
| Andora        | 9        | 208      |

W czerwcu 2016 reprezentacje Gibraltaru i Kosowa zostały dołączone do dwóch grup 5-drużynowych (jako szóste drużyny).

## Runda grupowa
Podział na grupy opublikowany przez FIFA, uzupełniony w czerwcu 2016.

### Grupa A
| Lp. | Drużyna    | M  | Mecze | Mecze | Mecze | Bramki | Bramki | Bramki | Pkt |
| Lp. | Drużyna    | M  | W     | R     | P     | +      | −      | +/−    | Pkt |
| --- | ---------- | -- | ----- | ----- | ----- | ------ | ------ | ------ | --- |
| 1.  | Francja    | 10 | 7     | 2     | 1     | 18     | 6      | +12    | 23  |
| 2.  | Szwecja    | 10 | 6     | 1     | 3     | 26     | 9      | +17    | 19  |
| 3.  | Holandia   | 10 | 6     | 1     | 3     | 21     | 12     | +9     | 19  |
| 4.  | Bułgaria   | 10 | 4     | 1     | 5     | 14     | 19     | −5     | 13  |
| 5.  | Luksemburg | 10 | 1     | 3     | 6     | 8      | 26     | −18    | 6   |
| 6.  | Białoruś   | 10 | 1     | 2     | 7     | 6      | 21     | −15    | 5   |

### Grupa B
| Lp. | Drużyna     | M  | Mecze | Mecze | Mecze | Bramki | Bramki | Bramki | Pkt |
| Lp. | Drużyna     | M  | W     | R     | P     | +      | −      | +/−    | Pkt |
| --- | ----------- | -- | ----- | ----- | ----- | ------ | ------ | ------ | --- |
| 1.  | Portugalia  | 10 | 9     | 0     | 1     | 32     | 4      | +28    | 27  |
| 2.  | Szwajcaria  | 10 | 9     | 0     | 1     | 23     | 7      | +16    | 27  |
| 3.  | Węgry       | 10 | 4     | 1     | 5     | 14     | 14     | 0      | 13  |
| 4.  | Wyspy Owcze | 10 | 2     | 3     | 5     | 4      | 16     | −12    | 9   |
| 5.  | Łotwa       | 10 | 2     | 1     | 7     | 7      | 18     | −11    | 7   |
| 6.  | Andora      | 10 | 1     | 1     | 8     | 2      | 23     | −21    | 4   |

### Grupa C
| Lp. | Drużyna           | M  | Mecze | Mecze | Mecze | Bramki | Bramki | Bramki | Pkt |
| Lp. | Drużyna           | M  | W     | R     | P     | +      | −      | +/−    | Pkt |
| --- | ----------------- | -- | ----- | ----- | ----- | ------ | ------ | ------ | --- |
| 1.  | Niemcy            | 10 | 10    | 0     | 0     | 43     | 4      | +39    | 30  |
| 2.  | Irlandia Północna | 10 | 6     | 1     | 3     | 17     | 6      | +11    | 19  |
| 3.  | Czechy            | 10 | 4     | 3     | 3     | 17     | 10     | +7     | 15  |
| 4.  | Norwegia          | 10 | 4     | 1     | 5     | 17     | 16     | +1     | 13  |
| 5.  | Azerbejdżan       | 10 | 3     | 1     | 6     | 10     | 19     | −9     | 10  |
| 6.  | San Marino        | 10 | 0     | 0     | 10    | 2      | 51     | −49    | 0   |

### Grupa D
| Lp. | Drużyna  | M  | Mecze | Mecze | Mecze | Bramki | Bramki | Bramki | Pkt |
| Lp. | Drużyna  | M  | W     | R     | P     | +      | −      | +/−    | Pkt |
| --- | -------- | -- | ----- | ----- | ----- | ------ | ------ | ------ | --- |
| 1.  | Serbia   | 10 | 6     | 3     | 1     | 20     | 10     | +10    | 21  |
| 2.  | Irlandia | 10 | 5     | 4     | 1     | 12     | 6      | +6     | 19  |
| 3.  | Walia    | 10 | 4     | 5     | 1     | 13     | 6      | +7     | 17  |
| 4.  | Austria  | 10 | 4     | 3     | 3     | 14     | 12     | +2     | 15  |
| 5.  | Gruzja   | 10 | 0     | 5     | 5     | 8      | 14     | −6     | 5   |
| 6.  | Mołdawia | 10 | 0     | 2     | 8     | 4      | 23     | −19    | 2   |

### Grupa E
| Lp. | Drużyna    | M  | Mecze | Mecze | Mecze | Bramki | Bramki | Bramki | Pkt |
| Lp. | Drużyna    | M  | W     | R     | P     | +      | −      | +/−    | Pkt |
| --- | ---------- | -- | ----- | ----- | ----- | ------ | ------ | ------ | --- |
| 1.  | Polska     | 10 | 8     | 1     | 1     | 28     | 14     | +14    | 25  |
| 2.  | Dania      | 10 | 6     | 2     | 2     | 20     | 8      | +12    | 20  |
| 3.  | Czarnogóra | 10 | 5     | 1     | 4     | 20     | 12     | +8     | 16  |
| 4.  | Rumunia    | 10 | 3     | 4     | 3     | 12     | 10     | +2     | 13  |
| 5.  | Armenia    | 10 | 2     | 1     | 7     | 10     | 26     | −16    | 7   |
| 6.  | Kazachstan | 10 | 0     | 3     | 7     | 6      | 26     | −20    | 3   |

### Grupa F
| Lp. | Drużyna  | M  | Mecze | Mecze | Mecze | Bramki | Bramki | Bramki | Pkt |
| Lp. | Drużyna  | M  | W     | R     | P     | +      | −      | +/−    | Pkt |
| --- | -------- | -- | ----- | ----- | ----- | ------ | ------ | ------ | --- |
| 1.  | Anglia   | 10 | 8     | 2     | 0     | 18     | 3      | +15    | 26  |
| 2.  | Słowacja | 10 | 6     | 0     | 4     | 17     | 7      | +10    | 18  |
| 3.  | Szkocja  | 10 | 5     | 3     | 2     | 17     | 12     | +5     | 18  |
| 4.  | Słowenia | 10 | 4     | 3     | 3     | 12     | 7      | +5     | 15  |
| 5.  | Litwa    | 10 | 1     | 3     | 6     | 7      | 20     | −13    | 6   |
| 6.  | Malta    | 10 | 0     | 1     | 9     | 3      | 25     | −22    | 1   |

### Grupa G
| Lp. | Drużyna            | M  | Mecze | Mecze | Mecze | Bramki | Bramki | Bramki | Pkt |
| Lp. | Drużyna            | M  | W     | R     | P     | +      | −      | +/−    | Pkt |
| --- | ------------------ | -- | ----- | ----- | ----- | ------ | ------ | ------ | --- |
| 1.  | Hiszpania          | 10 | 9     | 1     | 0     | 36     | 3      | +33    | 28  |
| 2.  | Włochy             | 10 | 7     | 2     | 1     | 21     | 8      | +13    | 23  |
| 3.  | Albania            | 10 | 4     | 1     | 5     | 10     | 13     | −3     | 13  |
| 4.  | Izrael             | 10 | 4     | 0     | 6     | 10     | 15     | −5     | 12  |
| 5.  | Macedonia Północna | 10 | 3     | 2     | 5     | 15     | 15     | 0      | 11  |
| 6.  | Liechtenstein      | 10 | 0     | 0     | 10    | 1      | 39     | −38    | 0   |

### Grupa H
| Lp. | Drużyna              | M  | Mecze | Mecze | Mecze | Bramki | Bramki | Bramki | Pkt |
| Lp. | Drużyna              | M  | W     | R     | P     | +      | −      | +/−    | Pkt |
| --- | -------------------- | -- | ----- | ----- | ----- | ------ | ------ | ------ | --- |
| 1.  | Belgia               | 10 | 9     | 1     | 0     | 43     | 6      | +37    | 28  |
| 2.  | Grecja               | 10 | 5     | 4     | 1     | 17     | 6      | +11    | 19  |
| 3.  | Bośnia i Hercegowina | 10 | 5     | 2     | 3     | 24     | 13     | +11    | 17  |
| 4.  | Estonia              | 10 | 3     | 2     | 5     | 13     | 19     | −6     | 11  |
| 5.  | Cypr                 | 10 | 3     | 1     | 6     | 9      | 18     | −9     | 10  |
| 6.  | Gibraltar            | 10 | 0     | 0     | 10    | 3      | 47     | −44    | 0   |

### Grupa I
| Lp. | Drużyna   | M  | Mecze | Mecze | Mecze | Bramki | Bramki | Bramki | Pkt |
| Lp. | Drużyna   | M  | W     | R     | P     | +      | −      | +/−    | Pkt |
| --- | --------- | -- | ----- | ----- | ----- | ------ | ------ | ------ | --- |
| 1.  | Islandia  | 10 | 7     | 1     | 2     | 16     | 7      | +9     | 22  |
| 2.  | Chorwacja | 10 | 6     | 2     | 2     | 15     | 4      | +11    | 20  |
| 3.  | Ukraina   | 10 | 5     | 2     | 3     | 13     | 9      | +4     | 17  |
| 4.  | Turcja    | 10 | 4     | 3     | 3     | 14     | 13     | +1     | 15  |
| 5.  | Finlandia | 10 | 2     | 3     | 5     | 9      | 13     | −4     | 9   |
| 6.  | Kosowo    | 10 | 0     | 1     | 9     | 3      | 24     | −21    | 1   |

## Baraże
Osiem najlepszych reprezentacji, które w swoich grupach zajęły drugie miejsca, grało w barażach. Aby wyłonić je z dziewięciu grup eliminacyjnych stworzona została specjalna tabela. Drużyny zajmujące drugie miejsca w swoich grupach miały odliczone punkty zdobyte w meczach z drużynami z ostatnich miejsc w swoich grupach.
Po wyłonieniu 8 najlepszych drużyn zostały rozlosowane pary barażowe. Zwycięzcy meczów (mecz i rewanż) awansowały do Mistrzostw Świata 2018.
Losowanie odbyło się 17 października 2017 roku w Zurychu.
| Grupa | Zespół            | M | W | R | P | G+ | G- | +/- | Pkt | Drużyna z 6 miejsca |
| ----- | ----------------- | - | - | - | - | -- | -- | --- | --- | ------------------- |
| B     | Szwajcaria        | 8 | 7 | 0 | 1 | 18 | 6  | +12 | 21  | Andora              |
| G     | Włochy            | 8 | 5 | 2 | 1 | 12 | 8  | +4  | 17  | Liechtenstein       |
| E     | Dania             | 8 | 4 | 2 | 2 | 13 | 6  | +7  | 14  | Kazachstan          |
| I     | Chorwacja         | 8 | 4 | 2 | 2 | 8  | 4  | +4  | 14  | Kosowo              |
| A     | Szwecja           | 8 | 4 | 1 | 3 | 18 | 9  | +9  | 13  | Białoruś            |
| C     | Irlandia Północna | 8 | 4 | 1 | 3 | 10 | 6  | +4  | 13  | San Marino          |
| H     | Grecja            | 8 | 3 | 4 | 1 | 9  | 5  | +4  | 13  | Gibraltar           |
| D     | Irlandia          | 8 | 3 | 4 | 1 | 7  | 5  | +2  | 13  | Mołdawia            |
| F     | Słowacja          | 8 | 4 | 0 | 4 | 11 | 6  | +5  | 12  | Malta               |

### Mecze
| Drużyna 1                            | Wynik dwumeczu | Drużyna 2  | Pierwszy mecz | Drugi mecz |
| ------------------------------------ | -------------- | ---------- | ------------- | ---------- |
| Irlandia Północna                    | 0:1            | Szwajcaria | 0:1           | 0:0        |
| Chorwacja                            | 4:1            | Grecja     | 4:1           | 0:0        |
| Dania                                | 5:1            | Irlandia   | 0:0           | 5:1        |
| Szwecja                              | 1:0            | Włochy     | 1:0           | 0:0        |
| Po lewej gospodarz pierwszego meczu. |                |            |               |            |

## Strzelcy
W 278 spotkaniach padło 807 bramek.

### 16 goli
- Robert Lewandowski

### 15 goli
- Cristiano Ronaldo

### 11 goli
- Romelu Lukaku
- Christian Eriksen

### 9 goli
- André Silva

### 8 goli
- Marcus Berg

### 7 goli
- Stevan Jovetić

### 6 goli
- Eden Hazard
- Konstandinos Mitroglu
- Arjen Robben
- Aleksandar Mitrović
- Andrij Jarmołenko
- Ciro Immobile

### 5 goli
- Harry Kane
- Dries Mertens
- Thomas Meunier
- Edin Džeko
- Mario Mandžukić
- Diego Costa
- Isco
- Álvaro Morata
- David Silva
- Thomas Müller
- Sandro Wagner
- Joshua King
- Adam Nemec
- Cenk Tosun
- Ádám Szalai

### 4 gole
- Marko Arnautović
- Pieros Sotiriu
- Fatos Beqiraj
- Michal Krmenčík
- Thomas Delaney
- Mattias Käit
- Olivier Giroud
- Antoine Griezmann
- Vitolo
- James McClean
- Gylfi Sigurðsson
- Aurélien Joachim
- Ilija Nestorowski
- Dušan Tadić
- Leigh Griffiths
- Robert Snodgrass
- Haris Seferović
- Emil Forsberg
- Gareth Bale
- Andrea Belotti

### 3 gole
- Armando Sadiku
- Louis Schaub
- Əfran İsmayılov
- Christian Benteke
- Yannick Carrasco
- Vedad Ibišević
- Edin Višća
- Georgi Kostadinow
- Nikola Kalinić
- Andrej Kramarić
- Antonín Barák
- Vladimír Darida
- Joonas Tamm
- Wasilis Torosidis
- Waleri Kazaiszwili
- Memphis Depay
- Quincy Promes
- Davy Pröpper
- Daryl Murphy
- Kyle Lafferty
- Josh Magennis
- Alfreð Finnbogason
- Tomer Chemed
- Fiodor Černych
- Valērijs Šabala
- Aleksandar Trajkowski
- Julian Draxler
- Serge Gnabry
- Leon Goretzka
- Timo Werner
- Kamil Grosicki
- Mohamed Elyounoussi
- Josip Iličić
- Stephan Lichtsteiner
- Ricardo Rodríguez
- Andreas Granqvist
- Mikael Lustig
- Ola Toivonen
- Artem Kraweć
- Antonio Candreva

### 2 gole
- Bekim Balaj
- Odise Roshi
- Ruslan Korjan
- Henrich Mychitarian
- Adam Lallana
- Daniel Sturridge
- Martin Hinteregger
- Marc Janko
- Jan Vertonghen
- Axel Witsel
- Pawieł Sawicki
- Izet Hajrović
- Haris Međunjanin
- Emir Spahić
- Iwajło Czoczew
- Spas Delew
- Iwelin Popow
- Marcelo Brozović
- Ivan Perišić
- Stefan Mugoša
- Theodor Gebre Selassie
- Jan Kopic
- Andreas Cornelius
- Nicolai Jørgensen
- Paulus Arajuuri
- Joel Pohjanpalo
- Teemu Pukki
- Kévin Gameiro
- Thomas Lemar
- Dimitri Payet
- Paul Pogba
- Paul Pogba
- Iago Aspas
- Memphis Depay
- Vincent Janssen
- Wesley Sneijder
- Shane Duffy
- Chis Brunt
- Steven Davis
- Jamie Ward
- Kári Árnason
- Jóhann Guðmundsson
- Tal Ben Chajjim II
- Siergiej Chiżniczenko
- Bauyrżan Turysbek
- Arvydas Novikovas
- Vykintas Slivka
- Mario Gómez
- Jonas Hector
- Sami Khedira
- Joshua Kimmich
- André Schürrle
- João Cancelo
- William Carvalho
- Constantin Budescu
- Adrian Popa
- Bogdan Stancu
- Adrian Popa
- Bogdan Stancu
- Mijat Gaćinović
- Aleksandar Kolarov
- Filip Kostić
- Marek Hamšík
- Róbert Mak
- Vladimír Weiss
- Roman Bezjak
- Benjamin Verbič
- Chris Martin
- James McArthur
- Admir Mehmedi
- Granit Xhaka
- Steven Zuber
- Hakan Çalhanoğlu
- Volkan Şen
- Ozan Tufan
- Burak Yılmaz
- Joe Allen
- Aaron Ramsey
- Ádám Gyurcsó
- Daniele De Rossi

### 1 gol
- Ansi Agolli
- Ledian Memushaj
- Alexandre Martinez
- Marc Rebés
- Dele Alli
- Ryan Bertrand
- Gary Cahill
- Jermain Defoe
- Eric Dier
- Alex Oxlade-Chamberlain
- Marcus Rashford
- Jamie Vardy
- Danny Welbeck
- Gework Ghazarian
- Artak Grigorjan
- Howhannes Hambarcumian
- Warazdat Harojan
- Aras Özbiliz
- Marcos Pizzelli
- Guido Burgstaller
- Martin Harnik
- Marcel Sabitzer
- Araz Abdullayev
- Ruslan Gurbanov
- Maksim Medvedev
- Dimitrij Nazarow
- Rəşad Sadıqov
- Ramil Şeydayev
- Toby Alderweireld
- Michy Batshuayi
- Nacer Chadli
- Thorgan Hazard
- Aleksiej Rios
- Anton Saroka
- Michaił Siwakow
- Maksim Waładźko
- Ermin Bičakčić
- Dario Đumić
- Kenan Kodro
- Senad Lulić
- Miralem Pjanić
- Toni Šunjić
- Avdija Vršajević
- Michaił Aleksandrow
- Stanisław Manolew
- Marcelinho
- Dimityr Rangełow
- Aleksandyr Tonew
- Matej Mitrović
- Luka Modrić
- Ivan Rakitić
- Domagoj Vida
- Dimitris Christofi
- Vincent Laban
- Konstandinos Laifis
- Walendinos Sielis
- Damir Kojašević
- Stefan Savić
- Marko Simić
- Žarko Tomašević
- Marko Vešović
- Nikola Vukčević
- Václav Kadlec
- Filip Novák
- Jaromír Zmrhal
- Peter Ankersen
- Andreas Christensen
- Nicklas Bendtner
- Kasper Dolberg
- Yussuf Poulsen
- Henri Anier
- Ilja Antonov
- Siim Luts
- Sergei Mošnikov
- Konstantin Vassiljev
- Sergei Zenjov
- Robin Lod
- Alexander Ring
- Pyry Soiri
- Blaise Matuidi
- Kylian Mbappé
- Lee Casciaro
- Anthony Hernandez
- Liam Walker
- Jorgos Dzawelas
- Aleksandros Dziolis
- Kostas Fortunis
- Janis Janiotas
- Petras Mangalos
- Sokratis Papastatopulos
- Kostas Stafilidis
- Zeca
- Dżano Ananidze
- Wałeriane Hwilija
- Nika Kaczarawa
- Giorgi Merebaszwili
- Tornike Okriaszwili
- Aritz Aduriz
- Thiago Alcântara
- Asier Illarramendi
- Nacho Monreal
- Rodrigo Moreno
- Nolito
- Sergio Ramos
- Sergi Roberto
- Davy Klaassen
- Georginio Wijnaldum
- Séamus Coleman
- Jeff Hendrick
- Shane Long
- Jonathan Walters
- Stuart Dallas
- Jonny Evans
- Gareth McAuley
- Conor McLaughlin
- Conor Washington
- Birkir Bjarnason
- Theódór Bjarnason
- Hörður Magnússon
- Björn Sigurðarson
- Ragnar Sigurðsson
- Eliran Atar
- Dan Einbinder
- Li’or Refa’elow
- Eytan Tibi
- Eran Zahawi
- Isłambek Kuat
- Gafurżan Süjymbajew
- Roman Murtazajew
- Valon Berisha
- Atdhe Nuhiu
- Amir Rrahmani
- Maximilian Göpel
- Florian Bohnert
- Maxime Chanot
- Daniel da Mota
- Olivier Thill
- Gints Freimanis
- Dāvis Ikaunieks
- Igors Tarasovs
- Artūrs Zjuzins
- Arijan Ademi
- Ezgjan Alioski
- Enis Bardhi
- Ferhan Hasani
- Visar Musliu
- Boban Nikołow
- Goran Pandew
- Stefan Ristowski
- Andrei Agius
- Alfred Effiong
- Jean Paul Farrugia
- Igor Bugaiov
- Alexandru Dedov
- Alexandru Gațcan
- Radu Gînsari
- Julian Brandt
- Emre Can
- Mats Hummels
- Toni Kroos
- Shkodran Mustafi
- Mesut Özil
- Antonio Rüdiger
- Sebastian Rudy
- Kevin Volland
- Amin Younes
- Adama Diomandé
- Markus Henriksen
- Martin Linnes
- Martin Samuelsen
- Ole Selnæs
- Alexander Søderlund
- Jakub Błaszczykowski
- Kamil Glik
- Bartosz Kapustka
- Krzysztof Mączyński
- Arkadiusz Milik
- Łukasz Piszczek
- Rafał Wolski
- Bruno Alves
- João Moutinho
- Nélson Oliveira
- Alexandru Chipciu
- Ciprian Deac
- Claudiu Keșerü
- Razvan Marin
- Alexandru Maxim
- Nicolae Stanciu
- Mirko Palazzi
- Mattia Stefanelli
- Branislav Ivanović
- Nemanja Matić
- Luka Milivojević
- Aleksandar Prijović
- Ondrej Duda
- Ján Greguš
- Juraj Kucka
- Stanislav Lobotka
- Martin Škrtel
- Valter Birsa
- Boštjan Cesar
- Rene Krhin
- Rok Kronaveter
- Milivoje Novakovič
- Stuart Armstrong
- Christophe Berra
- Steven Fletcher
- Andrew Robertson
- Eren Derdiyok
- Josip Drmić
- Blerim Džemaili
- Breel Embolo
- Fabian Frei
- Fabian Schär
- Xherdan Shaqiri
- Valentin Stocker
- Jimmy Durmaz
- Oscar Hiljemark
- Jakob Johansson
- Victor Lindelöf
- Christoffer Nyman
- Isaac Thelin
- Cengiz Ünder
- Artem Biesiedin
- Jewhen Konoplanka
- Rusłan Rotań
- Tom Lawrence
- Hal Robson-Kanu
- Ben Woodburn
- Sam Vokes
- Dániel Böde
- Balázs Dzsudzsák
- Zoltán Gera
- Richárd Guzmics
- Tamás Kádár
- Ádám Lang
- Roland Ugrai
- Federico Bernardeschi
- Giorgio Chiellini
- Éder
- Manolo Gabbiadini
- Lorenzo Insigne
- Graziano Pellè
- Guðjón Baldvinsson
- Jóan Edmundsson
- Sonni Nattestad
- Gilli Sørensen

### Bramki samobójcze
- Hrajr Mkojan (dla  Polski)
- Kevin Wimmer (dla  Walii)
- Rəşad Sadıqov (dla  Norwegii)
- Emir Spahić (dla  Belgii)
- Filip Stojković (dla  Polski)
- Ragnar Klavan (dla  Belgii)
- Scott Wiseman (dla  Grecji)
- Chris Brunt (dla  Norwegii)
- Leart Paqarada (dla  Ukrainy)
- Maximilian Göppel (dla  Hiszpanii)
- Peter Jehle (dla  Albanii)
- Darke Wełkoski (dla  Hiszpanii)
- Kamil Glik (dla  Danii)
- Michele Cevoli (dla  Azerbejdżanu)
- Aldo Simoncini (dla  Norwegii)
- Mattia Stefanelli (dla  Niemiec)
- Martin Škrtel (dla  Szkocji)
- Miha Mevlja (dla  Słowacji)
- Johan Djourou (dla  Portugalii)
- Ömer Toprak (dla  Islandii)